# Zancleopsis dichotoma
Zancleopsis dichotoma is een hydroïdpoliep uit de familie Zancleopsidae. De poliep komt uit het geslacht Zancleopsis. Zancleopsis dichotoma werd in 1900 voor het eerst wetenschappelijk beschreven door Mayer. 